# 矢野口 (稲城市)
矢野口（やのくち）は、東京都稲城市の町名。面積は2.566km2。郵便番号は206-0812。

## 地理
稲城市の東部に位置する。北部を多摩川、中央を三沢川が流れる。
東は神奈川県川崎市多摩区菅野戸呂・菅・菅城下・菅仙谷、北は押立・調布市下石原、西は東長沼、南は川崎市麻生区細山と接している。

### 地価
住宅地の地価は、2018年（平成30年）1月1日の公示地価によれば、矢野口松葉1915番54の地点で24万0000円/m2となっている。

## 歴史

### 地名の由来
谷間にある湿地の入り口が地名の由来とされる。

### 沿革
- 1889年（明治22年）4月1日 - 矢野口村が周辺5村と合併、南多摩郡稲城村が発足する[7]。
- 1935年（昭和10年） - 多摩川原橋開通[8]。調布市とつながる。

## 世帯数と人口
2017年（平成29年）12月1日現在の世帯数と人口は以下の通りである。
| 大字   | 世帯数    | 人口     |
| ------ | --------- | -------- |
| 矢野口 | 7,908世帯 | 16,872人 |

## 施設

### 学校等
| - 青葉幼稚園 - アスクやのくち幼稚園 - 矢の口幼稚園 - 松葉保育園 - 中島ゆうし保育園 | - 稲城市立稲城第七小学校 - 稲城市立南山小学校 - 稲城市立稲城第三中学校 |

### 文化施設
- 第二文化センター
  - 稲城市立第二図書館

### 企業
- 富士通フロンテック本社
- よみうりランド本社
- コルグ本社
- 山崎美術
- 川辺農研産業本社

### 寺社
- 穴澤天神社
- 妙覚寺
- 威光寺
- 円覚寺

### 商業施設・その他
- 矢野口郵便局
- アメリア稲城ショッピングセンター
  - 三和
  - マツモトキヨシ
  - くまざわ書店
  - 大創産業
  - パシオス
- アイポート矢野口
  - フジ
  - ヘルスケアセイジョー
  - 銀座メガネコンタクト
- いなげや稲城矢野口店
- よみうりランド
  - 読売ジャイアンツ球場の一部
  - よみうりランド丘の湯
  - よみうりゴルフガーデン
- TOKYO GIANTS TOWN（ジャイアンツタウンスタジアム、水族館）
- 弁天洞窟（新東京百景）
- ありがた山
- ステーションホテルちゃぼ

### 飲食店
- 魚民矢野口駅前店
- 手打ち蕎麦あかりや弧仙
- 松屋稲城矢野口店
- 庄や 矢野口店
- バルやのけん
- やきとり無難
- 炭火焼鳥専門店まさや矢野口店
- 焼肉三大門
- CROSS COFFEE -chocolate & sandwiches-
- かつや 稲城矢野口店
- 松屋 稲城矢野口店
- きそば ごとう
- 福寿庵
- 味ん味ん 矢野口店
- ドミノ・ピザ稲城矢野口店
- 麻瀬憧庵
- 吉野家 川崎街道矢野口店
- たいらや

## 交通
鉄道
- 京王電鉄相模原線京王よみうりランド駅、JR東日本南武線矢野口駅がある。

バス
- iバス（稲城市循環バス）
- 小田急バス

## その他

### 警察
警察の管轄区域は以下の通りである。
| 番・番地等 | 警察署         | 交番・駐在所 |
| ---------- | -------------- | ------------ |
| 全域       | 多摩中央警察署 | 矢野口交番   |